# 제시카 (1989년)
제시카(Jessica, 본명: 제시카 정 (Jessica Jung), 1989년 4월 18일 ~ )는 한국계 미국인 가수이자 배우, 패션 디자이너이며, 대한민국의 걸 그룹 소녀시대의 전 멤버다. 가수이자 배우인 에프엑스 크리스탈의 언니다. 블랑 & 에클레어의 대표이사이자 수석 디자이너다. 여동생 크리스탈이 한국, 미국 복수 국적인 것과 달리 제시카는 미국 단일 국적이다. 2015년부터는 한국 활동보다는 중국 활동에 전념하고 있다. 여동생하고는 대부분을 영어로 대화를 해 왔지만 이제는 한국어를 포함해서 대화를 한다.

## 생애
1989년 4월 18일에 미국 캘리포니아주 샌프란시스코에서 태어났다. 2000년 대한민국을 방문하던 중 분당 롯데백화점에서 크리스탈과 함께 SM엔터테인먼트에 캐스팅되었다. 당시 에프엑스 크리스탈은 너무 어려서 부모님은 제시카만 먼저 보냈다.
2009년 9월 15일, 서울 삼성동 코엑스에서 열린 뮤지컬 금발이 너무해 제작발표회를 통해 여주인공 엘 우즈 역에 캐스팅, 이는 제시카의 첫 번째 뮤지컬 출연이다.

## 학력
- 한국켄트외국인학교 고등부 (졸업)

## 이미지
제시카는 목소리와 관한 언급이 많았다. 그녀의 목소리는 톤이 높아 '돌고래 초음파'라고도 불리는데 2010년 방송된 'Y-STAR 궁금타'에서는 실제로 제시카와 돌고래 목소리를 비교했는데 둘의 톤이 비슷했다고 한다. 배명진 교수는 '제시카의 목소리와 낙엽을 밟는 소리는 상당한 쾌할함과 상쾌함을 느낄 수 있는 소리'라고 했다. 휘성은 제시카의 목소리를 두고 '좀 닭살스럽게 달달하다'고 평했다.
다른 별명으로 '얼음공주'도 있다. 제시카는 주위에서도 '왜 얼음공주야'라는 질문을 자주 받았다고 한다. 이는 언젠가 방송 출연 중 녹화를 쉬는 줄 알고 멍하니 앉아 있었던 것이 방송을 타서라고 한다. 일본에서는 치명적으로 아름답다는 뜻에서 '악마'라는 별명이 붙기도 했다.

## 사고 및 논란

### 트위터 정지
소녀시대 멤버 9명 중 싸이월드 미니홈피나 블로그 등을 하는 사람이 한 명도 없던 와중 2010년 10월 13일, 제시카가 그중 처음으로 자신의 트위터를 개설하였다. 이런 사정으로 인해 시작부터 대중들에게 많은 관심을 불러모았으나 그만큼 안티 팬들에게 집중 공격을 받기도 했다. 특히 안티 팬들 중 조직적으로 그녀의 트위터 계정을 스팸으로 등록시켜 버린 일당으로 인해 결국 계정 시작 3일 만에 트위터 시스템으로부터 정지를 당했다. 이것은 그 안티 팬 일당이 트위터 이용 규정상 대량 스팸 신고가 접수되면 계정이 자동으로 정지되는 것을 악용한 것이다.

### 소녀시대 퇴출
2014년 9월 30일 소녀시대의 소속사인 SM 엔터테인먼트는 소녀시대가 앞으로 8인 체제로 활동하게 된다는 내용의 발표를 하였다. 이 내용에는 제시카가 지난 활동을 끝으로 개인적인 사유로 인해 팀활동을 더 이상 유지할 수 없다는 내용으로 제시카의 퇴출을 공식화하였다.
그러나 제시카는 자신의 웨이보를 통하여 "다가오는 공식 스케줄을 기대하며 준비하고 있었으나, 회사와 소녀시대의 멤버 8명으로부터 오늘 부로 저는 더 이상 소녀시대의 멤버가 아니라는 통보를 받았다. 저는 소녀시대 활동을 우선시하며 적극적으로 전념하고 있는데, 정당치 않은 이유로 이런 통보를 받아서 매우 당혹스럽다"라는 내용의 글을 작성하였다. 위와 같이 SM측과 제시카의 탈퇴 혹은 퇴출 관련 주장이 차이가 나면서 제시카가 탈퇴를 한 것인지 퇴출을 당한 것인지에 대한 논란이 일어나고 있지만, 결과적으로 봤을 때 팀을 나오게 된 형태는 퇴출이다.

## 컴백
소녀시대에서 퇴출당한 후, 2016년 5월 17일 솔로로 컴백하였다. 첫 솔로 미니앨범 'With Love, J'의 타이틀곡 ‘Fly’로 한국에서 다시 활동을 시작하였다.
2016년 12월 10일 두 번째 솔로 미니앨범 'Wonderland'의 동명 타이틀곡 'Wonderland'로 약 7개월간의 공백을 깨고 한국에서 다시 컴백하였다.
2017년 4월 18일 본인의 생일을 기념해 디지털 싱글 '봄이라서 그래'를 발매하였다.
2017년 8월 9일 데뷔 10주년을 맞이해 팬들을 위해 세번째 미니앨범 'My Decade'를 발매, 타이틀곡 'Summer Storm' 을 선보였다.
2018년 12월 14일 크리스마스를 기념해 디지털 싱글 'One More Christmas'를 발매하였다.

## 음반 활동

### 참여 음반
| 연도   | 음반                                        | 노래                | 비고              |
| 2008년 | 굿모닝팝스 GMP Song                         | 〈GMPer's Song!〉   | with 티파니       |
| 2008년 | 굿모닝팝스 GMP Song                         | 〈Picnic Song!〉    | with 티파니       |
| 2008년 | 룸메이트 EP 《있잖아 나말야》               | 〈오빠 나빠〉       | with 티파니, 서현 |
| 2008년 | 8eight 《I Love You》                       | 〈I Love You〉      | 피처링            |
| 2008년 | 마비노기 O.S.T                              | 〈It's Fantastic!〉 | with 티파니, 서현 |
| 2009년 | MBC 무한도전 《올림픽대로 듀엣가요제》      | 〈냉면〉            | with 박명수       |
| 2012년 | KBS 수목드라마 《난폭한 로맨스》 O.S.T.     | 〈어쩜〉            | with 김진표       |
| 2012년 | SBS 수목드라마 《아름다운 그대에게》 O.S.T. | 〈Butterfly〉       | with 크리스탈     |

### 개인 음반
| 연도   | 음반                                    | 노래 |
| 2010년 | 싱글 《Sweet Delight》                  | 〈Sweet Delight (SPC ver.)〉, 〈Sweet Delight (Radio Edit)〉, 〈Sweet Delight (East4A QM Mix) (SPC ver.)〉, 〈Sweet Delight (East4A QM Mix)〉, 〈Sweet Delight (Inst.)〉, 〈Sweet Delight (East4A QM Mix) (Inst.)〉 |
| 2011년 | KBS 수목드라마 《로맨스 타운》 O.S.T.   | 〈눈물이 넘쳐서〉 |
| 2012년 | KBS 주말드라마 《대왕의 꿈》 O.S.T.     | 〈마음길〉 |
| 2012년 | 싱글 《Younique Album My Lifestyle》    | 〈My Lifestyle (feat. DOK2)〉 |
| 2013년 | tvN 《연애조작단; 시라노》 O.S.T.       | 〈그대라는 한 사람〉 |
| 2016년 | 미니앨범 《With Love, J》               | 〈Fly (feat. Fabolous)〉, 〈Big Mini World〉, 〈Falling Crazy In Love〉, 〈Love Me The Same〉, 〈Golden Sky〉, 〈Dear Diary〉                                                                                       |
| 2016년 | 미니앨범 《WONDERLAND》                 | 〈Wonderland〉, 〈Dancing on the Moon〉, 〈Celebrate〉, 〈World of Dreams〉, 〈Beautiful〉, 〈Tonight〉 |
| 2017년 | 싱글 《봄이라서 그래》                  | 〈봄이라서 그래〉, 〈봄이라서 그래 (Inst.)〉 |
| 2017년 | 미니앨범 《My Decade》                  | 〈Summer Storm〉, 〈Beautiful Mind〉, 〈Saturday Night〉, 〈Love U〉, 〈Starry Night〉, 〈봄이라서 그래〉 |
| 2018년 | 싱글 《One More Christmas》             | 〈One More Christmas〉, 〈One More Christmas (English version)〉 |
| 2019년 | 싱글 《잠들기 전 전화해》               | 〈잠들기 전 전화해 (feat. 기리보이)〉, 〈잠들기 전 전화해 (Inst.)〉, 〈Call Me Before You Sleep (feat. CrazyBoy)〉                                                                                                  |
| 2021년 | 《제시카 & 크리스탈 - US 로드트립》 OST | 〈잠이 오지 않아〉, 〈잠이 오지 않아 (Inst.)〉 |
| 2021년 | 《제시카 & 크리스탈 - US 로드트립》 OST | 〈SNAPSHOT〉, 〈SNAPSHOT (Inst.)〉 |
| 2021년 | 《제시카 & 크리스탈 - US 로드트립》 OST | 〈DAYDREAM〉, 〈DAYDREAM (Inst.)〉 |
| 2023년 | 미니앨범 《BEEP BEEP》                  | 〈Better Later than Never〉, 〈BEEP BEEP〉, 〈Get It? Got It? Good (feat. Amber Liu)〉, 〈Best Summer〉, 〈Set Me Free〉, 〈BEEP BEEP (Korean version)〉                                                            |

## 음반 외 활동

### 소녀시대 활동
- 에이트 "I Love You" 피쳐링 (2008)
- Y-STAR 《라이브 파워 뮤직》 MC (2008)
- MBC 《무한도전》 - 《올림픽대로 듀엣가요제》 《냉면》(with 박명수, 2009)
- 소녀시대 《소원을 말해봐》 - 《1년 後...》(with 온유, 2009)
- 슈퍼주니어-M "Super Girl" MV (2009)

### 뮤직 비디오
- 2007년 김조한 《사랑이 늦어서 미안해》
- 2009년 슈퍼주니어-M 《Super Girl》
- 2012년 샤이니 《Sherlock》

### 드라마/예능 프로그램
- 2008년 KBS2 일일시트콤 《못말리는 결혼》 - 불광동 칠공주 역
- 2009년 MBC 일일시트콤 《태희 혜교 지현이》 - (With 써니) (특별출연)
- 2012년 KBS2 수목드라마 《난폭한 로맨스》 - 강종희 역
- 2016년 KBS drama 《뷰티바이블 2016 S/S》 - 진행

### 뮤지컬
- 2009년 금발이 너무해 (엘 우즈 역)[13][14]
- 2012년 리걸리 블론드 (엘 우즈 역)[15]

## 수상 내역
| 연도   | 수상 내역 |
| ------ | --- |
| 2012년 | - 제3회 바비&켄 어워즈 올해의 바비                                                                                                |
| 2013년 | - 제7회 더 뮤지컬 어워즈 인기스타 상                                                                                              |
| 2014년 | - 제3회 소후 패션 어워즈 올해의 아시아 패션 아이돌 - 야후 아시아 버즈 어워즈 인기스타상 - 아시안 패션 아이콘 어워즈 패션 아이콘상 |
| 2015년 | - 야후 아시아 버즈 어워즈 인기스타상                                                                                              |
| 2016년 | - 제4회 인위에 V차트 어워즈 핫 트렌드 아티스트 오브 코리아 상                                                                     |